# Levenspop
Levenspop is een term bedacht door radiodiskjockey Frits Spits voor een muziekgenre binnen de Nederlandstalige muziek. Het is een mengeling van het levenslied en nederpop.
Deze term ontstond begin jaren 1980 toen André Hazes overging van smartlappen met accordeon op levensliederen met drums en gitaren. De ontdekker van deze combinatie was Tim Griek. Met dit genre werd Hazes populair en had hij hits als 'n Vriend en Het is koud zonder jou. De tegenhanger van Hazes was de Jordanese zanger Koos Alberts. Hij had tot begin jaren 1990 ook enkele hits.